# Újra otthon
Az Újra otthon (eredeti cím: Home Again) 2017-ben bemutatott amerikai romantikus filmvígjáték, melyet Hallie Meyers-Shyer írt és rendezett. A főbb szerepekben Reese Witherspoon, Nat Wolff, Jon Rudnitsky, Pico Alexander, Michael Sheen és Candice Bergen látható.
Az Amerikai Egyesült Államokban 2017. szeptember 8-án, Magyarországon 2017. szeptember 14-én mutatták be a mozikban.

## Cselekmény
A nemrég elvált Alice (Reese Witherspoon) új életet kezdene, ezért lányaival együtt visszaköltözik szülővárosába, Los Angelesbe. A 40. születésnapi buliján megismerkedik három feltörekvő fiatal filmessel, akik épp producert és nem mellesleg albérletet keresnek. Amikor anyja (Candice Bergen) unszolására Alice beleegyezik, hogy ideiglenesen beköltözzenek a vendégházba, meglepően jól alakulnak a dolgok. A kibővített családi idillbe azonban váratlanul betoppan a volt férj (Michael Sheen), aki hirtelen nem is tudja, melyikükre legyen jobban féltékeny.

## Szereplők
| Szereplő            | Színész             | Magyar hang        |
| ------------------- | ------------------- | ------------------ |
| Alice Kinney        | Reese Witherspoon   | Kökényessy Ági     |
| Harry Dorsey        | Pico Alexander      | Fehér Tibor        |
| George Appleton     | Jon Rudnitsky       | Orosz Ákos         |
| Teddy Dorsey        | Nat Wolff           | Czető Roland       |
| Austen Blume        | Michael Sheen       | Rátóti Zoltán      |
| Lillian Stewart     | Candice Bergen      | Menszátor Magdolna |
| Zoey Bell           | Lake Bell           | Peller Anna        |
| Justin Miller       | Reid Scott          | Simon Kornél       |
| Isabel Blume-Kinney | Lola Flanery        | Gyarmati Laura     |
| Rosie Blume-Kinney  | Eden Grace Redfield | Csikos Léda        |
| Tracy               | Dolly Wells         | Kisfalvi Krisztina |
| Kori                | Jen Kirkman         | Solecki Janka      |
| Paul                | P. J. Byrne         | Karácsonyi Zoltán  |
| Ryan                | Josh Stamberg       | Kárpáti Levente    |
| Nate                | Ben Sinclair        | Mesterházy Gyula   |
| Rajeesh             | Jeremiah Caleb      | Kossuth Gábor      |
| Jason A.            | Alex Alcheh         | Joó Gábor          |
| Jason G.            | Hank Chen           | Jakab Márk         |
| Pultoslány          | Paige Spara         | Gáspár Kata        |
| Lakberendező        | Shi Ne Nielson      | Kis-Kovács Luca    |
| Miss Avery          | Paige Cato          | Tarr Judit         |